# Marceli Kot
Marceli Kot, pierwotne nazwisko Szterenzys (ur. 21 kwietnia 1914, zm. ?) – major, oficer polskiego wywiadu wojskowego.
Od 1947 pracownik Oddziału II Sztabu Generalnego LWP, od 1948 pracownik operacyjny Oddziału II we Francji (już wtedy podległego Ministerstwu Bezpieczeństwa Publicznego jako Departament VII wywiadowczy MBP). Od kwietnia 1952 zastępca szefa Wydziału IV (francuskiego) Oddziału II (Operacyjnego) Zarządu II Sztabu Generalnego Wojska Polskiego. Zwolniony w kwietniu 1953, wyjechał do Jugosławii 27 lipca 1967. Odznaczony Medalem 10-lecia Polski Ludowej (1955).